# Bataille de la baie de Liaoluo
Conflits entre la dynastie Ming et des pays européens
Batailles
Tunmen - Shancaowan - Penghu - Baie de Liaoluo - Fort Zeelandia
La Bataille de la baie de Liaoluo (chinois traditionnel : 料羅灣海戰 ; pinyin : Liàoluó Wān Hǎizhàn), est un conflit entre la marine chinoise de la dynastie Ming et celle de la Compagnie néerlandaise des Indes orientales (VOC), qui a eu lieu en 1633, au large des côtes du Fujian, en Chine. La bataille se déroule dans la baie de Liaoluo, qui est une baie en forme de croissant sur la côte sud de l'île de Kinmen. La flotte néerlandaise, qui est sous les ordres de l'amiral Hans Putmans, tente de prendre le contrôle de la navigation dans le détroit de Formose; tandis que la flotte chinoise, commandée par le brigadier général Zheng Zhilong, veut protéger le trafic maritime et le commerce dans le sud du Fujian. 
Cette bataille est le plus grand conflit naval entre la Chine et une puissance européenne avant les guerres de l'opium, qui ont lieu deux cents ans plus tard.

## Situation avant le conflit
Au XVIIe siècle, la dynastie Ming a assoupli sa pratique séculaire d'interdiction du commerce maritime, ce qui permet le développement d'une activité commerciale florissante sur les côtes chinoises. Mais dans le même temps, la marine des Ming est mal entretenue et inefficace, ce qui permet aux pirates de la mer de Chine d'avoir le quasi-contrôle de ce commerce. Zheng Zhilong, le plus puissant de ces pirates, domine les côtes du Fujian grâce à ses navires équipé de canons européens et ses équipages de mercenaires dont les origines vont du Japon à l'Afrique. La cour impériale Ming, qui est depuis longtemps entrée dans une phase de déclin, acte qu'elle n'a pas les moyens de détruire Zhilong et le recrute comme amiral en 1628. Bien qu'une partie de sa flotte et de ses lieutenants désertent après que Zhilong ait rallié les Ming, le nouveau statut de ce dernier lui donne les pouvoirs nécessaires pour s'occuper d'eux. Au début, sa campagne anti-piraterie bénéficie de l'aide de la flotte hollandaise d'Hans Putmans, le gouverneur de Formose.
Au début du XVIIéme siècle, les Néerlandais de la Compagnie néerlandaise des Indes orientales (VOC), ont tenté d'obtenir par la force la permission de commercer librement en Chine, sans grand succès. En 1622, ils s'installent dans les îles Pescadores, à partir desquelles ils lancent des raids contre les côtes chinoises. C'est le début d'un conflit entre la VOC et les Ming qui dure de 1623 à 1624, et s’achève par une défaite néerlandaise. La VOC est alors obligée d'évacuer les Pescadores et à s'établir à la place au sud de Formose. Pour obtenir l'aide de ces anciens ennemis des Ming, Zheng Zhilong promet de faire pression sur les autorités impériales en leur faveur, à condition qu'ils l'aident à vaincre son ancien subordonné Li Kuiqi (chinois : 李魁奇). Mais, lorsque Li est finalement vaincu en février 1630, Putmans ne reçoit aucune garantie sur le commerce. En effet, à l'insu de Putmans, Zheng Zhilong se retrouve dans une position l’empêchant de tenir sa promesse, car il est sous les ordres de Zou Weilian (chinois : 鄒維璉),le nouveau gouverneur du Fujian, qui est hostile aux Néerlandais. Ignorant ce changement, Putmans pense que Zheng Zhilong est revenu sur ses promesses et change ses plans. Voyant que des pirates comme Zhilong finissent par être recrutés par l'administration, il part du principe que la bureaucratie chinoise répondra  de manière plus favorable à ses demande s'il a recours à la violence. C'est ainsi que, pendant que Zheng Zhilong se prépare à attaquer les pirates Liu Xiang (chinois : 劉香 (明朝)) et Li Guozhu (chinois : 李國助), Putmans lance une attaque surprise contre Amoy, la base de Zheng, le 7 juillet 1633.

## Attaque surprise hollandaise
Tout au long de sa carrière de pirate, puis d'amiral Ming, Zheng Zhilong utilise la technologie européenne sur ses navires, qui sont équipés de canons et de mercenaires européens. En 1633, il a fait construire une nouvelle flotte en suivant les standards européens : alors que la plupart des jonques chinoises sont équipées au maximum de huit canons au calibre restreint, les nouveaux navires de Zheng ont deux pont-batteries renforcés pouvant accueillir jusqu'à trente-six canons de gros calibre, et tirent depuis des sabords semblables a ceux des navires européens. Selon un récit néerlandais, ces "jonques de guerre, grandes et belles, sont équipées de gros canons, certains d'entre eux en ayant plus que nos propres navires de guerre". Selon Putmans: "Jamais auparavant dans ce pays, aussi loin que l'on puisse se souvenir, quelqu'un n'a vu une flotte comme celle-ci, avec des jonques aussi belles, aussi énormes et aussi bien armées."
Cependant, cette nouvelle flotte n'a pas l'occasion de faire ses preuves, car elle n'offre aucune résistance aux Néerlandais alors qu'ils contournent l'île de Gulang pour entrer dans le port d'Amoy, les Chinois ne voyant pas en eux des ennemis. Une fois arrivé sur place sans encombre, les navires de la VOC tirent sur la flotte chinoise sans avoir lancé le moindre avertissement. Les navires de Zheng ne sont pas encore achevés et n'ont pas encore d'équipage, il n'y a à bord que des ouvriers, qui s'enfuient dès que les tirs débutent. Dès qu'il comprend que les Chinois ne vont pas riposter, Putmans ordonne à ses hommes de brûler les navires pour économiser la poudre. Seulement trois grandes jonques échappent à l'incendie ou à la destruction et les Hollandais ne subissent qu'une seule perte, un marin mort accidentellement en mettant le feu a une jonque.
Après la destruction de la flotte de Zheng Zhilong, les Hollandais parcourent les mers en toute impunité, pillant les villages côtiers et capturant les navires chinois. Très vite, les pirates Liu Xiang et Li Guozhu se joignent à Putmans, et pendant un certain temps, les Néerlandais se retrouvent à la tête d'une nouvelle coalition de pirates opérant au large des côtes chinoises, forte d'au moins 41 jonques et 450 soldats. Putmans agit ainsi, car il espère que ses activités de piraterie vont forcer la Chine à accepter ses demandes de libre-échange; mais le résultat final est a l'opposé de ce qu'il a prévus. En effet, les exactions de la coalition de pirates unissent Zheng Zhilong et Zou Weilian, qui oublient leurs divergences politique le temps de lutter contre le gouverneur de Formose et ses alliés. Prévoyant une contre-attaque, Zheng fait reconstruire sa flotte, tandis que Zou rassemble des commandants venant de toute la côte du Fujian. Zheng recrute également des marins locaux désireux de se joindre à lui, en récompensant chaque volontaire avec deux pièces d'argent. Si la bataille doit durer plus longtemps que prévu, la récompense sera portée à cinq pièces. Zheng utilise ces marins comme équipage pour les 100 petits navires-brûlots qu'il a intégrés à sa flotte, avec 16 marins par navire. Si un de ces brûlots parvient à mettre le feu à un navire de la VOC, l'équipage est récompensé par 200 pièces d'argent. Ceux qui ramènent une tête de Hollandais reçoivent 50 pièces. 
Pendant que Zheng Zhilong passe tout son temps à reconstruire sa flotte, la flotte de la VOC se renforce grâce aux nombreux pirates qui rejoignent la coalition. Pour éviter de se retrouver en position de faiblesse, Zheng envoie aux Néerlandais de faux fonctionnaires chinois porteur de fausses promesses de libre-échange. En agissant ainsi, il réussit à découvrir les plans de ses adversaires grâce aux réponses qu'ils donnent aux "fonctionnaires". De plus, le retard généré par les préparatifs de Zheng lui apporte un avantage imprévu, car avec la saison des typhons surviennent des coups de vent qui frappent durement la flotte de la VOC en mettant quatre de ses navires hors de combat. En octobre 1633, alors qu'il est enfin prêt à frapper, Zheng Zhilong envoie un message désobligeant à Putmans : "Comment peut-on souffrir qu'un chien pose sa tête sur l'oreiller où se repose l'empereur ?". Ceci fait, sa flotte prend la mer et arrive au lieu de mouillage des Néerlandais, dans la baie de Liaoluo.

## Contre-attaque chinoise
La flotte de la VOC se compose de 8 navires :  Broeckerhaven, Slooterdijck, Wieringen, Perdam, Zeeburg, Koudekerke, Zalm et Bleiswijk. Il s'agissait tous de navires de guerre, à l'exception du Slooterdijck, qui est un bateau préfabriqué, expédié depuis Enkhuizen et assemblé sur place. Les Néerlandais ont jeté l'ancre dans la baie de Liaoluo, au large de l'île de Kinmen, avec ces huit navires et cinquante jonques appartenant à leurs alliés pirates chinois et battant pavillon VOC. Zheng, en revanche, dispose d'une flotte d'environ 150 jonques comprenant des navires impériaux, des navires marchands et de ses propres navires personnels. Cinquante d'entre eux sont des grandes jonques.
La rencontre décisive a eu lieu le 22 octobre, lorsque la flotte de Zheng rencontre les navires de la VOC et les jonques des pirates chinois. Zheng ordonne à sa flotte d'ignorer ces derniers et de concentrer leur attaque sur les 8 navires néerlandais. Sachant que l'artillerie de ses navires ne peut pas rivaliser avec celle des navires néerlandais, Zheng Zhilong décide d'utiliser des navires-brûlots. Afin de tromper les Néerlandais et de leur faire croire qu'il compte engager le combat de manière classique, Zheng choisit d'utiliser ses grandes jonques comme navires-brûlots. Il camoufle ces brûlots en alignant sur les ponts de ces navires des canons et des soldats, ces derniers étant équipés de tubes de bambou et ayant ordre de sauter par-dessus bord juste avant de faire s'écraser leur navire sur la flotte ennemie. La ruse fonctionne et les Néerlandais, qui ne s'attendaient pas à ce que les grandes jonques leur foncent dessus, n'ont même pas le temps de lever ancre. Les navires-brûlots Ming incendient le Broeckerhaven, tandis que le Slooterdijck est attaqué par quatre navires de guerre chinois. Après avoir repoussé deux tentatives d'abordage, l'équipage du bateau néerlandais est vaincu et le navire capturé. Certaines sources indiquent que le Wieringen a été coulé par l'artillerie des navires de guerre Ming, mais en fait, il réussit à se replier et ne sombre qu'en 1636, au large de Malacca. Le Koudekerke est encerclé, abordé et coulé par les Chinois. Le Zalm est envoyé à son secours, mais il est également encerclé. Au début, Putmans pense que les deux navires ont été coulés ou capturés,  mais il découvre par la suite que le Zalm a pu se replier en Cochinchine. 
Finalement, Hans Putmans s’enfuit avec le Perdam, le Zeeburg, le Wieringen et le Bleiswijk pour rejoindre Taioan(chinois : 大員). Les navires néerlandais réussissent à semer les navires chinois qui les poursuivent en naviguant près du vent, car les gréements européens sont alors plus perfectionnés que ceux des Chinois et se comportent mieux dans cette situation.  Quant aux alliés pirates de Putmans, dont la plupart se sont enfuis au début de la bataille, ils sont vaincus à leur tour, après le départ de la flotte de la VOC.

## Conséquences
Les autorités Ming saluent cette victoire comme étant un "miracle en mer", Zou Weilian faisant même remarquer que "depuis l'arrivée des barbares rouges (en)... ce genre de victoire est extrêmement rare,". La victoire de la baie de Liaoluo rétablit le prestige et l'autorité de la Chine dans le détroit de Taïwan, car Hans Putmans cesse ses activités de piraterie sur les côtes chinoises après sa défaite. En effet, ses supérieurs lui ordonnent de rester loin de la Chine et "éloigné de tout danger afin que [les navires néerlandais] ne soient pas exposés au genre de fureur et de résolution dont les Chinois ont fait preuve dans la baie de Liaoluo". De son côté, Putmans estime que son plan n'a pas totalement échoué, puisque les Néerlandais "ont montré quels types de dégâts et quel genre de perturbations nous pouvons leur causer, et il semble que, même s'ils ont tenu le terrain, détruit deux de nos navires de guerre, et nous ont chassés de leur côte, ils sont quand même venus chercher la paix avec nous, et nous ont accordé un meilleur accord commercial que [nous ayons] jamais [eu avec la Chine]".
Zheng Zhilong a également retiré des bénéfices de cette bataille, qui lui a permis de gagner le respect de Zou Weilian. C'est ainsi que Zou envoie un mémoire au trône, dans lequel il recommande Zheng pour une promotion. Mais de son côté, Zheng utilise sa nouvelle renommée et son influence pour écarter Zou du pouvoir. Après avoir éliminé toute opposition politique, il est libre d'accorder aux Néerlandais des privilèges commerciaux, soit exactement ce que Zheng et Putmans voulaient tous deux au départ. Comme Zheng a vaincu les Néerlandais par des moyens conventionnels et a fait la paix avec eux par la suite, il n'a pas reconstruit ses navires de style européen détruits en 1633 lors du raid de la VOC. De son côté, le pirate Liu Xiang tente bien de renouveler son alliance avec la VOC en 1634, mais Putmans lui répond que la situation actuelle convient parfaitement bien aux Néerlandais et refuse son offre. Liu Xiang et ses pirates sont finalement éliminés dans les années 1640 par Zheng Zhilong. À partir de cette date, ce dernier exerce une hégémonie incontestée sur le commerce chinois d'outre-mer et devient l'un des hommes les plus riches de Chine, son revenu annuel étant estimé à trois ou quatre fois celui de toute la VOC.